# Kendra Harrison
Kendra Harrison –conocida como Keni Harrison– (Clayton, 18 de septiembre de 1992) es una deportista estadounidense que compite en atletismo, especialista en las carreras de vallas.
Participó en los Juegos Olímpicos de Tokio 2020, obteniendo una medalla de plata en la prueba de 100 m vallas.
Ganó dos medallas en el Campeonato Mundial de Atletismo, en los años 2019 y 2023, y una medalla de oro en el Campeonato Mundial de Atletismo en Pista Cubierta de 2018.

## Palmarés internacional
| Juegos Olímpicos                     | Juegos Olímpicos         | Juegos Olímpicos  | Juegos Olímpicos |
| Año                                  | Lugar                    | Medalla           | Prueba           |
| ------------------------------------ | ------------------------ | ----------------- | ---------------- |
| 2020                                 | Tokio (Japón)            | Medalla de plata  | 100 m vallas     |
| Campeonato Mundial                   |                          |                   |                  |
| Año                                  | Lugar                    | Medalla           | Prueba           |
| 2019                                 | Doha (Catar)             | Medalla de plata  | 100 m vallas     |
| 2023                                 | Budapest (Hungría)       | Medalla de bronce | 100 m vallas     |
| Campeonato Mundial en Pista Cubierta |                          |                   |                  |
| Año                                  | Lugar                    | Medalla           | Prueba           |
| 2018                                 | Birmingham (Reino Unido) | Medalla de oro    | 60 m vallas      |